# Herman Walstra

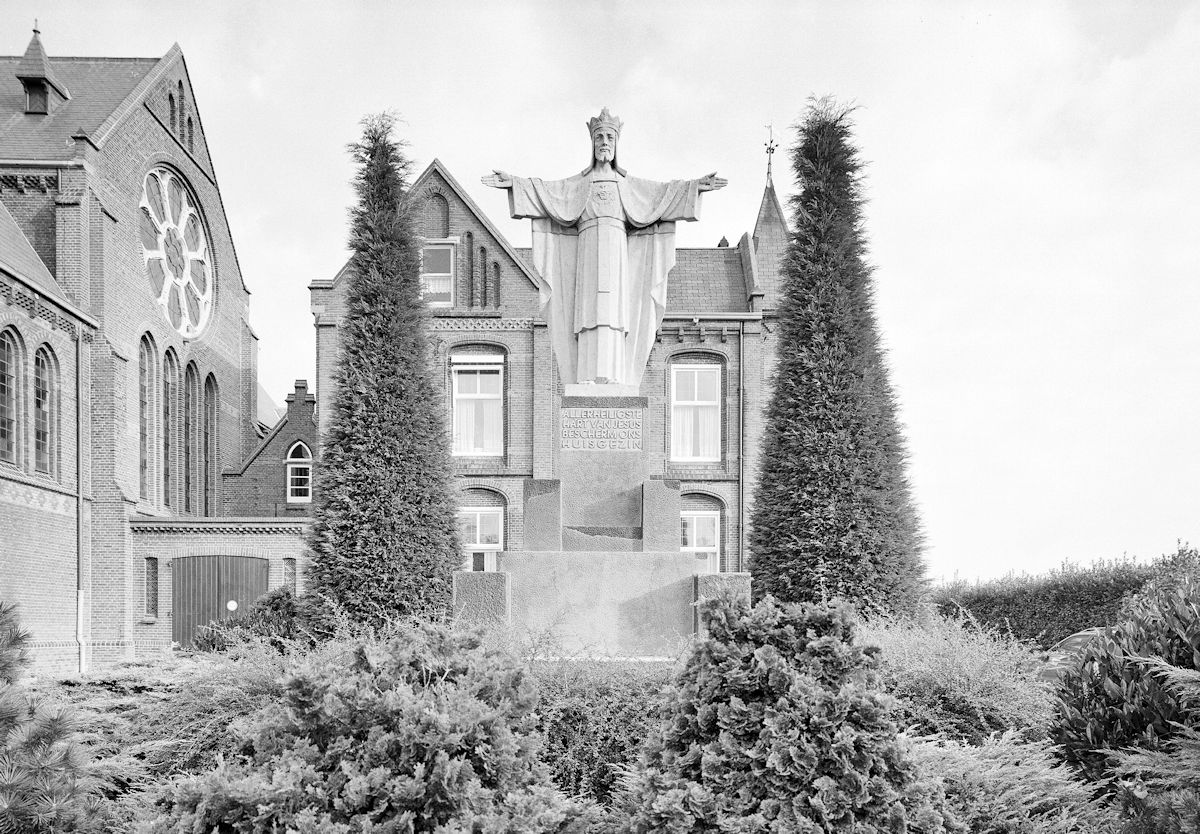
Heilig Hartbeeld (1933) in Reeuwijk

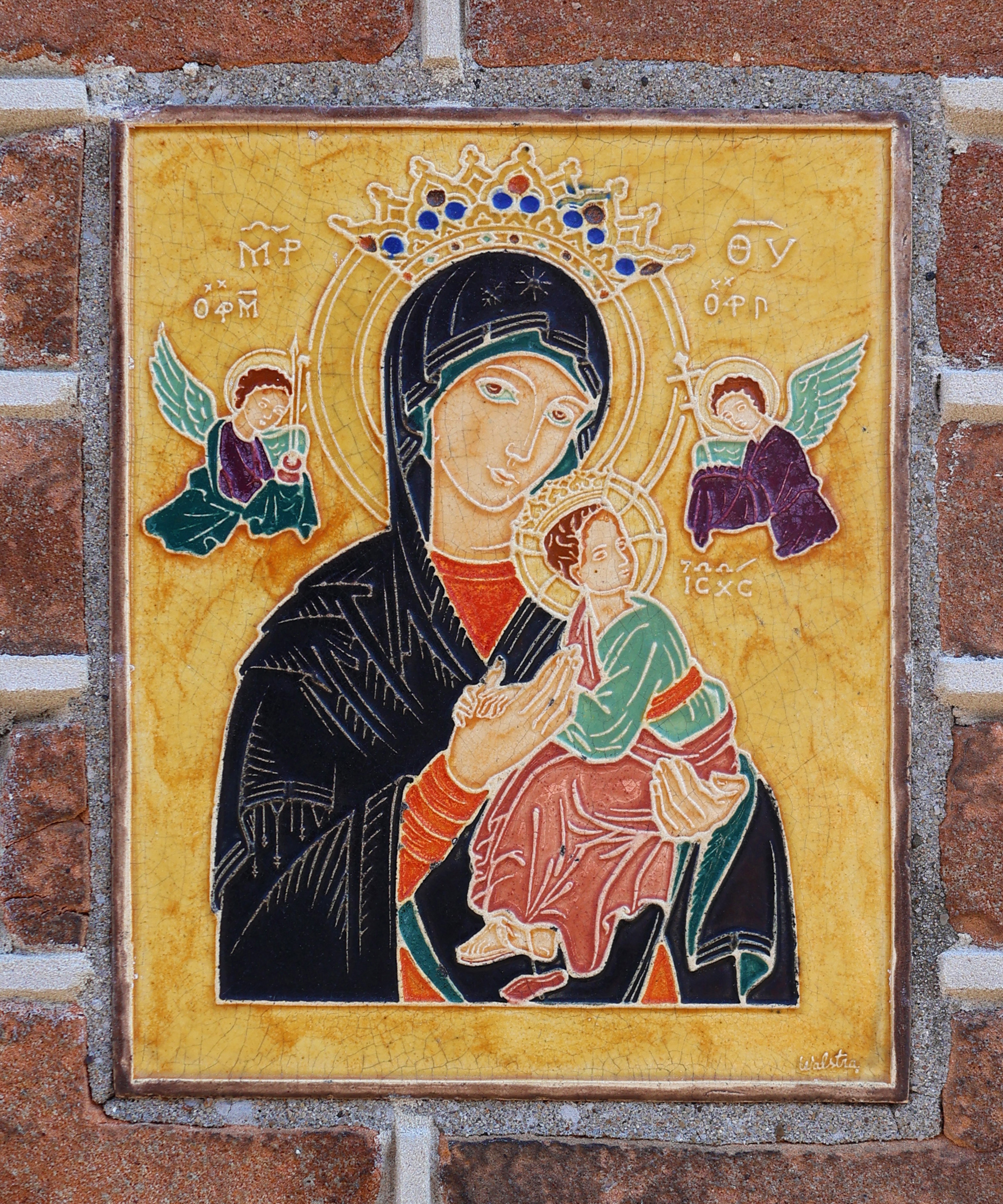
Gevelsteen van Maria met Kind en Engelen

Hermannus Gerardus (Herman) Walstra (Groningen, 11 oktober 1888 – Utrecht, 25 mei 1972) was een schilder, tekenaar en beeldhouwer.

## Leven en werk
Herman Walstra was een zoon van Hermannus Gerardus Walstra sr., huisschilder, en Johanna Tecla Deuling. Hij studeerde bij Dirk de Vries Lam en F.H. Bach aan Academie Minerva in de stad Groningen en bij de Duitse kerkschilder Friederich Stummel. Hij woonde vervolgens in Amersfoort, Tiel, Zuilen en Utrecht. Hij werd in 1927 firmant werd bij 'Hans Mengelberg's Kerkelijke Interieurkunst' in Utrecht. Mengelberg was getuige toen Walstra een jaar later trouwde.
Walstra schilderde, aquarelleerde en tekende portretten, stadsgezichten en landschappen en maakte wandschilderingen en kruiswegen voor een aantal katholieke kerken. Als beeldhouwer maakte hij onder meer een Heilig Hartbeeld voor Reeuwijk, tegeltableaus en kleinplastiek. Hij nam meerdere keren deel aan tentoonstellingen, onder andere aan de Pro Arte Christiana-tentoonstellingen in het Stedelijk Museum Amsterdam, die hij mede organiseerde. Walstra hield in de tweede helft van de jaren 30 een aantal keren radiovoordrachten, met onderwerpen als "Het katholieke gezin en de religieuze kunst", "Over Kunstenaar en opdrachtgever" en "Het christelijk altaar in het Katholieke kerkgebouw, zijn betekenis, bouw en aankleding".
De kunstenaar was lid van het St. Bernulphusgilde (vanaf 1928) en de Algemene Katholieke Kunstenaarsvereniging. Hij was secretaris van de vakgroep beeldende kunsten van de AKKV (vanaf 1934), van de stichting Pro Arte Christiana (vanaf 1939) en van het Nederlands comité voor Anno Santo (1950), een tentoonstelling van kerkelijke kunst in Rome.
Herman Walstra overleed op 83-jarige leeftijd.

## Enkele werken
- 1924 geschilderde kruisweg voor de Sint-Dominicuskerk in Tiel,[3] verwoest bij een kerkbrand in 1938.
- 1926 omslag voor Vondel's Heerlijkheid der Kerke van pater Jac. J. Zey S.J. Uitgegeven door Teulings in Den Bosch.
- 1928 geschilderde kruisweg voor de Petrus en Pauluskerk in Soest.
- 1928 De verloving van Maria en Jozef, triptiek.
- 1931 portret van J.A.C. Vossenaar te Soest, t.g.v. diens zilveren jubileum als pastoor.
- 1933 Heilig Hartbeeld (Christus Koning) voor Reeuwijk-Dorp.
- 1936 tegeltableau voor de hal van de N.V. Maatschappij van Brandverzekering voor het Koningrijk der Nederlanden in Den Bosch
- 1937 Maria, Moeder van goeden bijstand, beeld voor het moederhuis van de Zusters van Liefde in Schijndel, t.g.v. het eeuwfeest van de congregatie.
- 1937 geschilderde kruisweg voor de Sint-Petrus en Pauluskerk in Reeuwijk, t.g.v. het gouden priesterfeest van pastoor Hakkeling.
- 1941 portret van J. Peper, bij diens afscheid als directeur van de gemeentelijke handelsschool in Amersfoort.
- 1941 muurschildering van Pancratius voor de Sint-Pancratiuskerk in Haaksbergen.
- 1949 ontwerp van het hoofdaltaar voor de Sint-Laurentiuskerk, in Alkmaar, uitgevoerd in arabescato door de Alkmaarse firma S. Swart.